# 国宾馆
国宾馆是指由國家運營的招待所，多為政府招待外賓的場所。
在中华人民共和国一般是指由省级行政区或地级行政区地方财政出资，由当地人民政府或中共党委办公厅（或办公室）的接待办公室或者同级公安机关的警卫局经营，接待党和国家领导人、副省部级以上领导干部、来访外国政要的政务接待宾馆，从1985年起，警卫部队不再长驻这些国宾馆；国宾馆对社会公众开放，商业化营业，向国家旅游局参评宾馆星级。
在朝鲜人民民主主义共和国首都平壤同有一處國賓館，名为「百花园国宾馆」，為金日成家族用来接待来自世界各国政要所設置的迎賓設施，整體的組織架構都參照中國的國賓館作規劃。
国宾馆的正式工作人员，一般是国家全额拨款事业单位编制。

## 中華人民共和國国宾馆列表
| 名称               | 隶属                               | 地址                                       | 开业年份     | 备注                                                 |
| ------------------ | ---------------------------------- | ------------------------------------------ | ------------ | ---------------------------------------------------- |
| 钓鱼台国宾馆       | 外交部钓鱼台宾馆管理局             | 北京市海淀区三里河路49号                   | 1959年       |                                                      |
| 北京饭店           | 北京首旅集团                       | 北京市东城区东长安街33号                   | 1901年       | 曾隶属于国务院机关事务管理局                         |
| 天津市迎宾馆       | 天津市机关事务管理局               | 天津市河西区友谊路20号                     | 1961年       | 副局级全额拨款事业单位                               |
| 河北太行国宾馆     | 河北省委办公厅                     | 河北省石家庄市维明路28号                   |              | 2011年2月由河北省白楼宾馆更名                        |
| 山西晋祠宾馆       | 山西省人民政府机关事务管理局       | 山西省太原市晋祠风景名胜区                 | 1957年       |                                                      |
| 内蒙古新城宾馆     | 内蒙古自治区国资委                 | 内蒙古自治區呼和浩特市呼伦南路40号         | 1959年       | 1985年由自治区党委第3招待所更为现名                  |
| 辽宁友谊宾馆       | 辽宁省人民政府办公厅接待办公室     | 遼寧省沈阳市皇姑区黄河北大街1号            | 1970年       | 1978年，由沈阳市革委会接待处划归辽宁省政府交际处管理 |
| 大连棒棰岛宾馆     | 大连市接待办公室                   | 遼寧省大连市中山区迎宾路一号               | 1960年       |                                                      |
| 吉林省南湖宾馆     | 吉林省人民政府机关事务管理局       | 吉林省长春市南湖大路3798号                 | 1960年       |                                                      |
| 黑龙江省花园邨宾馆 | 黑龙江省人民政府办公厅接待办公室   | 黑龍江省哈尔滨市南岗区海关街2号            | 1959年       |                                                      |
| 南京东郊国宾馆     | 中共江苏省委办公厅                 | 江蘇省南京市中山陵5号                      | 1957年       |                                                      |
| 虹桥迎宾馆         | 上海市东湖（集团）公司             | 上海市长宁区虹桥路1591号                   | 1960年代后期 |                                                      |
| 上海西郊宾馆       | 上海市东湖（集团）公司             | 上海市长宁区虹桥路1921号                   | 1960年       |                                                      |
| 上海东郊宾馆       | 上海市东湖（集团）公司             | 上海市浦东新区张江高科技园区金科路1800号   | 2006年7月    |                                                      |
| 杭州西湖国宾馆     | 浙江省公安厅特勤局                 | 浙江省杭州市西湖区杨公堤18号               | 1952年       |                                                      |
| 浙江西子宾馆       | 浙江省公安厅特勤局                 | 浙江省杭州市南山路37号                     | 1927年       | 原系汪裕泰茶庄，简称“汪庄”                           |
| 安徽省稻香楼宾馆   | 安徽省省直机关事务管理局           | 安徽省合肥市蜀山区金寨路311号              | 1956年       |                                                      |
| 滨江宾馆           | 中共江西省委办公厅                 | 江西省南昌市东湖区爱国路216号              |              |                                                      |
| 鲤鱼洲宾馆         | 中共福建省委办公厅                 | 福建省福州市闽侯县上街镇沙堤               |              | 2011年转隶国有的厦门建发旅游集团                     |
| 济南南郊宾馆       | 中共山东省委办公厅                 | 山東省济南市马鞍山路2号                    | 1961年       |                                                      |
| 青岛府新大厦       | 青岛市机关事务管理局               | 山東省青岛市南区闽江路5号                  | 1998年       |                                                      |
| 河南省黄河迎宾馆   | 河南省人民政府接待办公室经营管理处 | 河南省郑州市花园路北段迎宾路1号            | 1959年       | 原名中共河南省委第三招待所                           |
| 东湖宾馆           | 湖北省委办公厅接待处               | 湖北省武汉市武昌区东湖路142号              | 1953年       |                                                      |
| 蓉园宾馆           | 中共湖南省委接待办公室             | 湖南省长沙市芙蓉区车站北路225号            | 1954年       | 1930年代是湖南省主席何健的公馆                       |
| 珠岛宾馆           | 中共广东省委办公厅接待办公室       | 廣東省广州市越秀区沿江东路463号            |              | 1970年前称“广东省委小岛招待所”                       |
| 深圳麒麟山庄       | 深圳市接待办公室                   | 廣東省深圳市南山区沁园路4599号             | 1997年       |                                                      |
| 西园饭店           | 广西壮族自治区党委、政府接待办公室 | 廣西壯族自治區南宁市星光大道38号           | 1958年       |                                                      |
| 鹿回头国宾馆       | 海南省发展控股有限公司（国有独资） | 海南省三亚市鹿领路6号                      | 1961年       |                                                      |
| 金牛宾馆           | 四川省委、省政府接待办公室         | 四川省成都市金牛区金泉路2号                | 1957年       | 原四川省委第五招待所                                 |
| 红珠山宾馆         | 峨眉山旅游股份公司                 | 四川省峨眉山市                             |              |                                                      |
| 渝州宾馆           | 重庆市市级机关事务管理局           | 重庆市渝州路168号                          | 1958年       |                                                      |
| 花溪迎宾馆         | 贵州省人民政府接待处               | 貴州省贵阳市花溪区林荫路                   | 2004年       |                                                      |
| 震庄迎宾馆         | 云南省接待办公室                   | 雲南省昆明市盘龙区北京路514号              | 1936年       | 1930年代为云南省主席龙云公馆                         |
| 西藏自治区迎宾馆   | 中共西藏自治区党委办公厅           | 西藏自治區拉萨市宇拓路3号                  | 1965年       |                                                      |
| 陕西宾馆           | 陕西省接待办公室                   | 陝西省西安市南郊丈八沟丈八北路1号          | 1958年       |                                                      |
| 宁卧庄宾馆         | 中共甘肃省委办公厅                 | 甘肅省兰州市天水中路20号                   | 1958年       |                                                      |
| 敦煌宾馆           | 敦煌市旅游局                       | 甘肃省敦煌市阳关东路14号                   | 1979年       |                                                      |
| 青海省胜利宾馆     | 中共青海省委办公厅                 | 青海省西宁市城西区黄河路160号              | 1963年       | 1996年之前称青海省胜利公园招待所                     |
| 悦海宾馆           |                                    | 寧夏回族自治區银川市贺兰山路甲1号          |              |                                                      |
| 新疆迎宾馆         | 新疆维吾尔自治区机关事务管理局     | 新疆維吾爾自治區乌鲁木齐市南郊延安路1192号 | 1957年       |                                                      |